# Печеніжинський замок
Печеніжинський замок — втрачена оборонна споруда у містечку Печеніжин (нині Івано-Франківська область, Україна).

## Відомості
Був збудований у формі чотирикутника на високій горі над річкою Печенігою, оточений валами, рештки яких добре збереглися до наших днів.
Восени 1648 року після вступу до Галичини козацько-селянського війська на чолі з гетьманом Богданом Хмельницьким місцеві повстанці (зокрема, міщани Заболотова, селяни Печеніжина, Ганьківців, Чортівця, Підгайчиків, Перерова) під командуванням Яремка — помічника Семена Височана, здобули та розгромили (знищили) замок, назвавшись козаками. Старостою в замку (чи власником) був Станіслав «Ревера» Потоцький й забрали майна на 40000 флоринів.